# James Morrow
James Kenneth Morrow (ur. 1947 w Filadelfii) – amerykański pisarz, dwukrotny zdobywca nagród Nebula i World Fantasy.
Obecnie mieszka w State College w Pensylwanii wraz ze swoją żoną, Kathryn Smith Morrow, oraz synem Christopherem.

## Twórczość

### Powieści

#### Godhead Trilogy
- Pióro Archanioła(inne języki) (Towing Jehovah, 1994)

w Polsce: wyd. Prószyński i S-ka, 1997
- Niewinni w piekle (Blameless in Abaddon, 1996)

w Polsce: wyd. Prószyński i S-ka, 1998
- The Eternal Footman (1999)

#### Inne
- The Wine of Violence (1981)
- The Adventures of Smoke Bailey (1983)
- The Continent of Lies (1984)
- Tak oto kończy się świat (This is the Way the World Ends, 1986)

w Polsce: wyd. Prószyński i S-ka, 2000
- Jednorodzona córka(inne języki) (Only Begotten Daughter, 1990)

w Polsce: wyd. Rebis, 1994
- The Last Witchfinder (2006)
- The Philosopher's Apprentice (2008)
- Shambling Towards Hiroshima (2009)

### Wybrane opowiadania i krótkie formy
- „Spelling God with the Wrong Blocks” (1987)
- „Opowieści biblijne dla dorosłych, nr. 17" („Bible Stories for Adults, No. 17", 1988)
- „Abe Lincoln in McDonald’s” (1989)
- „Daughter Earth” (1991)
- „Miasto prawdy” („City of Truth”, 1991)

## Zdobyte nagrody
1988: Nagroda Nebula za najlepszą miniaturę literacką za krótką formę "Opowieści biblijne dla dorosłych, nr. 17"
1991: Nagroda World Fantasy za powieść Jednorodzona córka
1992: Nagroda Nebula za najlepsze opowiadanie za opowiadanie Miasto prawdy
1995: Nagroda World Fantasy za powieść Pióro Archanioła
2005: Prix Utopia za całokształt twórczości